# إسبانيا في الألعاب البارالمبية الشتوية 1988
شارك إسبانيا في دورة الألعاب البارالمبية الشتوية 1988، التي أقيمت في إنسبروك بالنمسا، في الفترة الممتدة من 17 يناير حتى 25 يناير.
حصد إسبانيا 4 ميداليات في هذه الدورة (1 ذهبية، 2 فضية، 1 برونزية) محتلاً المرتبة 11 في الترتيب النهائي بين 22 دولة مشاركة.

## قائمة الميداليات
| الميدالية | الرياضي / الرياضية    | المنافسة                      | المسابقة                         |
| ذهبية     | سوسانا إريرا          | التزلج على المنحدرات الجليدية | التزلج على منحدر B1 - سيدات      |
| فضية      | ميغيل أنخيل بيريث تيو | تزلج ريفي                     | 5 كم (مسافة قصيرة) LW3/9 - رجال  |
| فضية      | ميغيل أنخيل بيريث تيو | تزلج ريفي                     | 10 كم (مسافة طويلة) LW3/9 - رجال |
| برونزية   | سوسانا إريرا          | التزلج على المنحدرات الجليدية | سباق التعرج العملاق B1 - سيدات   |